# Saint-Léger-en-Yvelines
Saint-Léger-en-Yvelines és un municipi francès, situat al departament d'Yvelines i a la regió de Illa de França. L'any 2007 tenia 1.443 habitants.
Forma part del cantó de Rambouillet, del districte de Rambouillet i de la Comunitat d'aglomeració Rambouillet Territoires.

## Demografia

### Població
El 2007 la població de fet de Saint-Léger-en-Yvelines era de 1.443 persones. Hi havia 517 famílies, de les quals 124 eren unipersonals (58 homes vivint sols i 66 dones vivint soles), 153 parelles sense fills, 211 parelles amb fills i 29 famílies monoparentals amb fills.
La població ha evolucionat segons el següent gràfic:
Habitants censats

### Habitatges
El 2007 hi havia 653 habitatges, 547 eren l'habitatge principal de la família, 88 eren segones residències i 19 estaven desocupats. 564 eren cases i 86 eren apartaments. Dels 547 habitatges principals, 381 estaven ocupats pels seus propietaris, 128 estaven llogats i ocupats pels llogaters i 37 estaven cedits a títol gratuït; 17 tenien una cambra, 31 en tenien dues, 76 en tenien tres, 89 en tenien quatre i 335 en tenien cinc o més. 435 habitatges disposaven pel capbaix d'una plaça de pàrquing. A 204 habitatges hi havia un automòbil i a 306 n'hi havia dos o més.

### Piràmide de població
La piràmide de població per edats i sexe el 2009 era:
| Homes | Edats   | Dones |
| ----- | ------- | ----- |
| 0     | 95 o +  | 8     |
| 0     | 90 a 94 | 0     |
| 0     | 85 a 89 | 8     |
| 4     | 80 a 84 | 8     |
| 4     | 75 a 79 | 8     |
| 12    | 70 a 74 | 12    |
| 28    | 65 a 69 | 24    |
| 20    | 60 a 64 | 36    |
| 48    | 55 a 59 | 44    |
| 72    | 50 a 54 | 72    |
| 68    | 45 a 49 | 32    |
| 72    | 40 a 44 | 68    |
| 28    | 35 a 39 | 72    |
| 32    | 30 a 34 | 36    |
| 32    | 25 a 29 | 24    |
| 12    | 20 a 24 | 24    |
| 56    | 15 a 19 | 20    |
| 48    | 10 a 14 | 96    |
| 52    | 5 a 9   | 36    |
| 40    | 0 a 4   | 40    |

## Economia
El 2007 la població en edat de treballar era de 935 persones, 691 eren actives i 244 eren inactives. De les 691 persones actives 653 estaven ocupades (352 homes i 301 dones) i 38 estaven aturades (21 homes i 17 dones). De les 244 persones inactives 69 estaven jubilades, 93 estaven estudiant i 82 estaven classificades com a «altres inactius».

### Ingressos
El 2009 a Saint-Léger-en-Yvelines hi havia 541 unitats fiscals que integraven 1.454,5 persones, la mediana anual d'ingressos fiscals per persona era de 26.733 €.

### Activitats econòmiques
Dels 95 establiments que hi havia el 2007, 1 era d'una empresa alimentària, 1 d'una empresa de fabricació de material elèctric, 1 d'una empresa de fabricació d'altres productes industrials, 10 d'empreses de construcció, 15 d'empreses de comerç i reparació d'automòbils, 7 d'empreses de transport, 5 d'empreses d'hostatgeria i restauració, 3 d'empreses d'informació i comunicació, 1 d'una empresa financera, 5 d'empreses immobiliàries, 16 d'empreses de serveis, 17 d'entitats de l'administració pública i 13 d'empreses classificades com a «altres activitats de serveis».
Dels 15 establiments de servei als particulars que hi havia el 2009, 1 era una oficina de correu, 1 taller de reparació d'automòbils i de material agrícola, 2 paletes, 1 fusteria, 2 lampisteries, 1 electricista, 1 perruqueria, 2 restaurants, 3 agències immobiliàries i 1 saló de bellesa.
Dels 3 establiments comercials que hi havia el 2009, 1 era un hipermercat, 1 una botiga de menys de 120 m² i 1 una llibreria.
L'any 2000 a Saint-Léger-en-Yvelines hi havia 3 explotacions agrícoles.

## Equipaments sanitaris i escolars
L'únic equipament sanitari que hi havia el 2009 era una farmàcia.
El 2009 hi havia una escola elemental.

## Poblacions més properes
El següent diagrama mostra les poblacions més properes.